# Aliança germano-otomana
A Aliança germano-otomana foi estabelecida entre o Império Otomano e o Império Alemão em 2 de agosto de 1914. Foi esta aliança que levou o Império Otomano a entrar na Primeira Guerra Mundial ao lado das Potências Centrais.
Houve um movimento no Império Otomano, em favor de uma aliança com a França e a Grã-Bretanha. Figuras como Talat Paxá apoiavam uma aliança com as potências aliadas. Entretanto, era impossível conciliar uma aliança com os franceses no entanto, como o principal aliado da França era a Rússia Imperial, um inimigo de longa data do Império Otomano desde a Guerra de 1828.
O sultão otomano Maomé V queria especificamente que o Império continuasse a ser uma nação não-beligerante, no entanto, a pressão da Alemanha e de conselheiros de Maomé levaram o Império a alinhar com as Potências Centrais.
A Alemanha precisava do Império Otomano a seu lado. O Expresso do Oriente tinha executado diretamente de Istambul desde 1889, e antes da Primeira Guerra Mundial, o sultão havia consentido um plano para estendê-lo através da Anatólia para Bagdá sob os auspícios do Império Alemão. Isso reforçaria a ligação do Império Otomano com a Europa industrializada, enquanto que a Alemanha também teria um acesso mais fácil às suas colónias africanas e ao comércio dos mercados na Índia. Para conservar o Império Otomano de se juntar à Tríplice Entente, Alemanha incentivou a Romênia e a Bulgária a inserir nas Potências Centrais.
O tratado secreto foi assinado entre o Império Otomano e a Alemanha em 2 de agosto de 1914, para entrar na guerra ao lado das Potências Centrais, um dia depois da Alemanha declarar guerra à Rússia. A aliança foi ratificada por muitos altos funcionários turcos, inclusive o grão-vizir Said Halim Paxá, o Ministro da Guerra Enver Paşa, o ministro do Interior, Talat Paxá, e o Chefe do Parlamento Halil Bei.
No entanto, não houve assinatura da Casa de Osmã, e o sultão Maomé V não tinha assinado. Como o sultão era o comandante-em-chefe do Exército, como estava escrito na Constituição, isso fez a legitimidade da Aliança ser questionável, já que tal significaria que o exército não seria capaz de lutar a jihad em nome do sultão. 